# Tractat de Berlín (1742)
El Tractat de Berlín és un tractat internacional signat a la ciutat de Berlín el 28 de juliol de 1742 entre Maria Teresa I d'Àustria i Frederic II de Prússia. Segons aquest tractat Maria Teresa cedí la gran part de Silèsia a Frederic, exceptuant però els districtes de Troppau, Teschen i Jägerndorf. Amb la signatura d'aquest tractat, i juntament amb el Tractat de Breslau del mateix any, es va acabar la Primera Guerra de Silèsia.